# Гераклеополь
Гераклеополь Великий або Гераклеополь (грец. Ἡρακλέου πόλις) — грецька назва стародавньої столиці XX ному Верхнього Єгипту. Давньоєгипетською місто називалось Henen-nesut, Nen-nesu або Hwt-nen-nesu, що означало «Дім королівської дитини». Нині місто відоме під назвою Ігнасья ель-Мадіна та Ігнасья Умм ель-Кімам.

## Історія
Гераклеополь був столицею Єгипту за часів правління IX й X династій у Першому перехідному періоді (2263-2070 до н. е.). Місто також було одним з найважливіших культових центрів Стародавнього Єгипту. Легенди кажуть, що саме там Гор та його батько Осіріс були вінчані на царство над народом Єгипту.
Місто мало вигідне географічне положення, його територія включала весь басейн Фаюмської оази. Завдяки запасам прісної води, населення могло займатись землеробством. Окрім того, місто розташовувалось на перехресті торгових шляхів, що поєднували Дельту з долиною та Єгипет із західними оазами та Синайським півостровом.
Після об'єднання Єгипту місто поступово втратило своє значення. Нині руїни стародавньої столиці є туристичною пам'яткою.

## Галерея

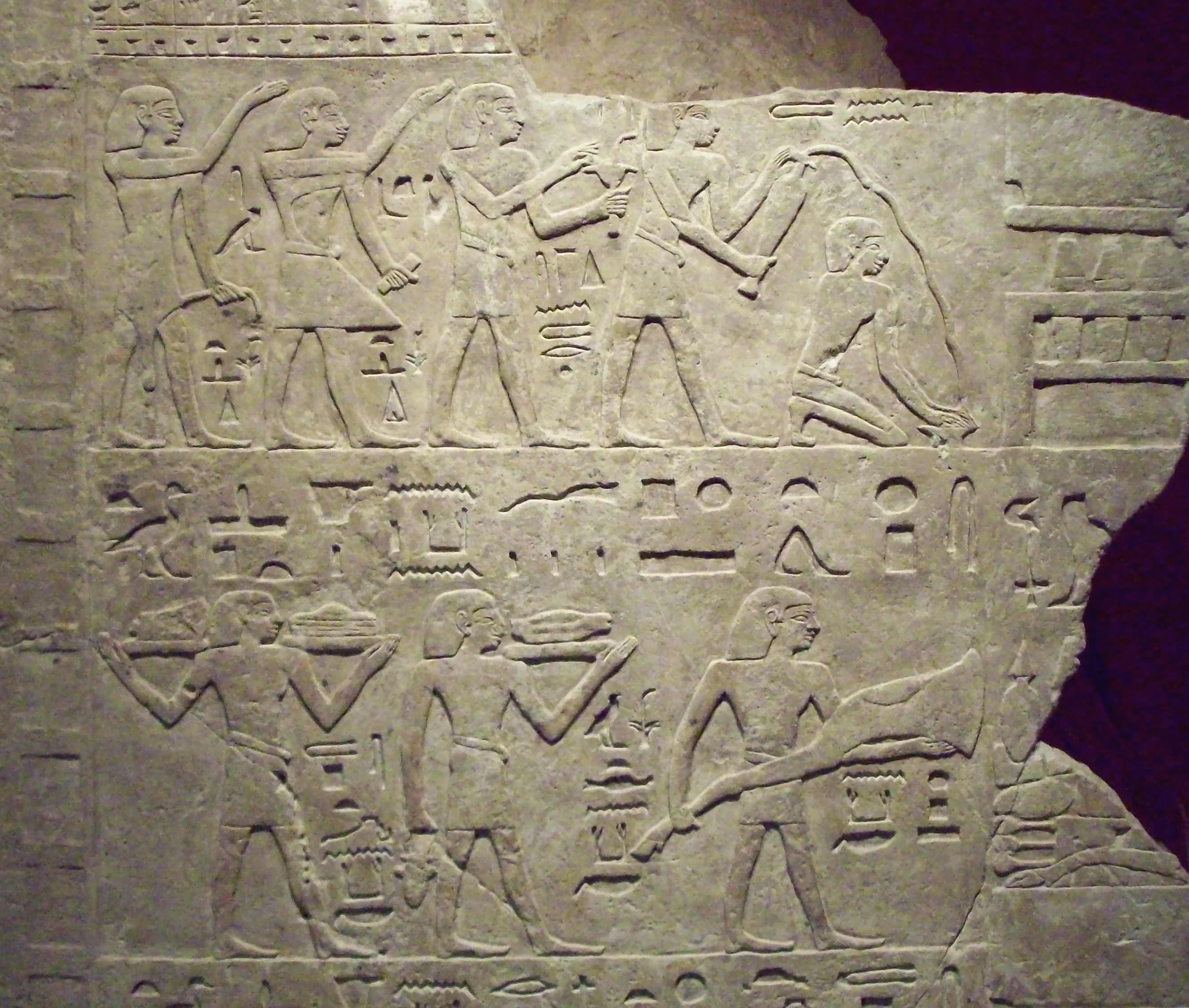
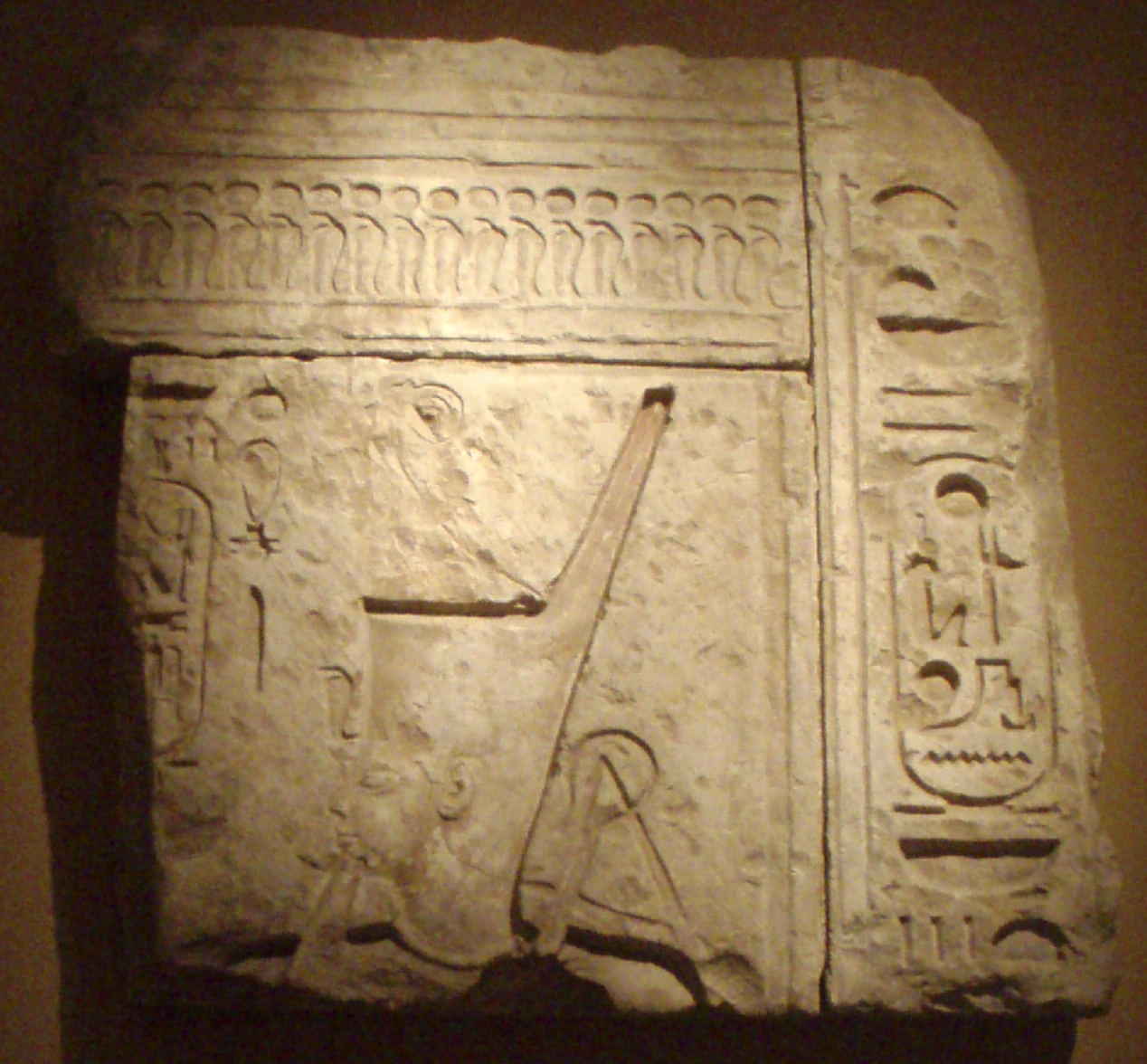
Рельєф Рамзеса II, що походить з Гераклеополя (Музей Метрополітен, Нью-Йорк)